# Вилакрикола (Порденоне)
Вилакрикола је насеље у Италији у округу Порденоне, региону Фурланија-Јулијска крајина.
Према процени из 2011. у насељу је живело 110 становника. Насеље се налази на надморској висини од 7 м.